# Tanacetum mikeschinii
Tanacetum mikeschinii — вид рослин з роду пижмо (Tanacetum) й родини айстрових (Asteraceae).

## Опис
Напівкущик 20–30 см заввишки, густо сіро запушений. Прикореневі листки до 10 см, широколінійні, перисторозсічені, сегменти довгасті, перистороздільні. Квіткова голова поодинока на довгому, щетинистому квітконосі. Язичкові квітки білі.

## Середовище проживання
Поширений у Киргизстані й Таджикистані.